# Blake Snyder
Blake Snyder (* 3. Oktober 1957 in Evanston, Illinois, Vereinigte Staaten; † 4. August 2009 in Beverly Hills, Kalifornien, Vereinigte Staaten) war ein US-amerikanischer Autor, Drehbuchautor und Filmproduzent. Snyder leitete internationale Seminare und Workshops für Autoren verschiedener Disziplinen und war Berater einiger der größten Hollywoodstudios. Snyder starb am 4. August 2009 unerwartet an Lungenembolie oder Herzstillstand.

## Leben
Snyders Vater Kenneth C. T. Snyder war in den 1960er und 1970er Jahren Produzent vieler Kinderfernsehsendungen und wurde mit einem Emmy für Big Blue Marble ausgezeichnet.
Nach dem Abschluss seines Englischstudiums mit einem Bachelor an der Georgetown University kehrte Snyder nach Los Angeles zurück, wo er eine Karriere als Autor für Disney-Fernsehserien begann. Ab 1987 arbeitete Snyder nur noch als Drehbuchautor. Er war mehr als 20 Jahre Mitglied der Writers Guild of America.

## Save the Cat!
Snyders Sachbuch Save the Cat! The Last Book on Screenwriting You’ll Ever Need (deutsch: Rette die Katze! Das ultimative Buch übers Drehbuchschreiben. Autorenhaus Verlag 2015) war auf Amazon das meistverkaufte Buch in der winzigen Nischen-Kategorie Schreibanleitungen-für-Drehbücher. Das Buch beschreibt detailliert die Struktur der Heldenreise (Monomythos).

### Entstehung des Titels
Der Titel Save the Cat! ist ein Begriff, der von Snyder geprägt wurde und beschreibt die Szene, in der das Publikum den Helden eines Films zum ersten Mal trifft. Der Held macht etwas Schönes, beispielsweise eine Katze retten. Das Publikum mag den Helden. Seine Inspiration dafür war der Film Alien – Das unheimliche Wesen aus einer fremden Welt, wo Ripley (gespielt von Sigourney Weaver) eine Katze namens Jones rettet.
Snyder führte auch zehn Genres in seinem Buch ein. Laut Snyder sagen Standard-Genre-Typen wie romantische Komödie, Biografie etc. nicht viel über die Geschichte, nur etwas über die Art des Films. Snyders System teilt die Genres ausführlich in Kategorien ein, wie „Monster im Haus“, „Goldene Vlies“, „Buddy Love“ und andere.

### Buchserie
Im Jahr 2007 schrieb Snyder Save the Cat! Goes to the Movies. Das zweite Buch listet fünfzig sehenswerte Filme, identifiziert spezifische Genres und verdichtet sie zu fünfzehn Grundsätzen des BS2 (Blake Snyder Beat Sheet).
Das dritte Buch von Snyders Reihe, Save the Cat! Strikes Back: More Trouble for Screenwriters to Get Into… and Out Of, wurde im November 2009 postum veröffentlicht.

### Software
Parallel zu seinen Büchern gründete Snyder das Unternehmen Blake Snyder Enterprises LLC und entwickelte eine Software für die Struktur von Geschichten namens Save the Cat! The Last Story Structure Software You'll Ever Need. Die Software platziert Snyders Beat Sheet and Board auf dem Desktop des Nutzers. Im Jahr 2008 spezialisierten sich Snyder und der Hersteller der Software Final Draft auf Skript-Formatierung und den Datenaustausch zwischen den beiden Programmen. Im November 2009 veröffentlichte Snyders Unternehmen eine iPhone-App-Version der Software.

## Filmografie
- 1992: Stop! Oder meine Mami schießt! (Stop! Or My Mom Will Shoot; Drehbuch)
- 1994: Mac Millionär – Zu clever für ’nen Blanko-Scheck (Blank Check, Drehbuch, Produktion)

## Werke
- Save the Cat! The Last Book on Screenwriting You'll Ever Need (2005)
  - Deutsche Übersetzung: Rette die Katze! Das ultimative Buch übers Drehbuchschreiben (2015)
- Save the Cat! Goes to the Movies: The Screenwriter's Guide to Every Story Ever Told (2007)
- Save the Cat! Strikes Back: More Trouble for Screenwriters to Get Into… and Out Of (2009)